# 財部羌
財部 羌（たからべ すすむ、弘化2年1月28日〈1845年3月6日〉 – 1909年〈明治42年〉4月8日）は、鹿児島藩の陸軍指南役、御親兵、警察官、函館区長（第7代）。位階および勲等は従五位・勲六等。幼名は、八十郎、郁之助、高朗羌。旧姓・鮫島。

## 経歴
薩摩国鹿児島郡下伊敷村玉里（現在の鹿児島市玉里町）の生まれ。父は鮫島八郎、母は貞子（秩父太郎の長女）である。若くしてイギリス式兵術を学び、薩長同盟の倒幕では隊長（3個中隊を率いた。）を任された。鳥羽・伏見の戦い後の慶応4年（1868年）1月7日に八幡にて仁和寺宮嘉彰親王の護衛兵を拝命する。戊辰戦争時には「会津飯寺の戦い」において長岡藩上席家老・軍事総督の山本帯刀を捕えて斬首した功績により、後日、凱旋を命ぜられて有栖川宮熾仁親王より恩賞を賜り、皇太后より恩状を賜った。維新後は鹿児島藩陸軍指南役となるも明治3年（1870年）に辞職し、翌年の御親兵募集に応じて御親兵となる。明治5年（1872年）の解隊後は各地を漫遊し悠々自適に過ごした。やがて西南戦争がおきると陸軍征討別働隊第一旅団本隊雇となり、南九州各地を転戦するも明治10年（1877年）7月10日に敵兵の銃弾にて負傷し東京へ戻ることとなった。同年9月に銃弾の傷はすでに癒えていたが軍の命令で東京陸軍本病院に入院した。明治11年（1878年）、三等少警部として採用され進級して4年ほどで山形県警部長となった。以後、京都、広島の警部長を務め、明治25年（1892年）には、第6代函館区長曽我部道夫の退任に伴い区長代理となっていた井川武策の後任として、第7代函館区長に任じられる。同職を4年ほど勤めたのち、台北県書記官を経て沖縄県書記官となったが、明治30年（1897年）6月21日に依願退職した。

## 年表
- 鹿児島藩立開成所で洋学を学ぶ[1]。
- 文久3年（1863年） - 下曽根信敦の門下に入り砲術を学ぶ。兼ねてイギリス式兵術を練習する[1]。
- 慶応元年（1865年） - 鹿児島で募兵しイギリス式兵術を教える[1]。
- 慶応2年（1866年） - 倒幕軍の隊長を拝命[1]。
- 慶応4年（1868年）1月7日- 嘉彰親王護衛兵を拝命[1]。
- 明治元年（1868年）9月9日 - 長岡藩上席家老・軍事総督の山本帯刀を斬首[1]。
- 鹿児島藩陸軍指南役[1]。
- 明治3年（1870年） - 陸軍指南役を辞職[1]。
- 明治4年（1871年）2月 - 御親兵の召集に応じ御親兵となる[1]。
- 明治5年（1872年） - 御親兵が解隊され除隊[1]。
- 各地を漫遊し悠々自適に過ごす[1]。
- 1874年（明治7年） - 家督相続[1]。
- 1877年（明治10年）
  - 2月 - 陸軍鹿児島属廠機械引揚方 拝命[1]
  - 3月12日 - 陸軍征討別働隊第一旅団本隊雇 申付[1]
  - 7月10日 - 日向国荒佐村にて賊兵の弾丸が財部の右腕を貫く[1]。
  - 警視庁雇入れの汽船で帰京[1]。
  - 9月11日 - 東京陸軍本病院に治療入院[1]。
- 1878年（明治11年）
  - 1月4日 - 任 三等少警部[1]
  - 3月20日 - 任 権少警部[1]
- 1879年（明治12年）1月22日 - 任 山形県六等警部[1]
- 1880年（明治13年）
  - 1月16日 - 任 山形県五等警部[1]
  - 6月7日 - 任 中警部（内務省警視局）[1]
- 1881年（明治14年）1月14日 - 任 警察副吏（警視庁）[1]
- 1882年（明治15年）
  - 1月28日 - 任 五等警視 兼 二等警察使[1]
  - 8月12日 - 依願免本官 並 兼官[1]
  - 9月20日 - 任 山形県警部長[1]
- 1885年（明治18年）12月15日 - 任 京都府警部長[4]
- 1886年（明治19年）8月12日 - 叙奏任官四等、賜上級俸[5]
- 1890年（明治23年）10月11日 - 任 広島県警部長、叙奏任官三等[6]
- 1892年（明治25年）11月30日 - 任 北海道庁書記官 兼任 函館区長[7]
- 1893年（明治26年）5月19日 - 官報報告主任 拝命[8]
- 1894年（明治27年）6月26日 - ペスト検疫諸港中に函館港が追加に付き、函館港検疫委員長を拝命[9]
- 1896年（明治29年）7月25日 - 任 台北県書記官、叙高等官四等[10]
- 1897年（明治30年）
  - 4月26日 - 任 沖縄県書記官[11]
  - 6月21日 - 依願免本官[12]
- 1909年（明治42年）4月8日 - 卒去。墓所は青山霊園。

## 栄典
位階
- 1882年（明治15年）
  - 3月29日 - 正八位[1]
  - 10月31日 - 従七位[1]
- 1886年（明治19年）7月8日 - 正七位[13]
- 1892年（明治25年）4月18日 - 従六位[14]
- 1895年（明治28年）12月10日 - 正六位[15]
- 1897年（明治30年）11月30日 - 従五位[16]

勲章
- 1893年（明治26年）6月29日 - 勲六等瑞宝章[17]
- 1897年（明治30年）5月20日 - 木杯一個[18]